# Максиміліан фон Коссель
Максиміліан Герман Ріхард Пашен фон Коссель (нім. Maximilian Hermann Richard Paschen von Cossel; 7 січня 1893, Ютербог — 11 травня 1967, Люнебург) — німецький офіцер, оберст люфтваффе.

## Біографія
Виходець із знатного мекленбурзького роду. Син прусського таємного радника Отто фон Косселя і його дружини Софії, уродженої графині фон Цеппелін-Ашгаузен. Молодший брат генеалога Отто фон Косселя.

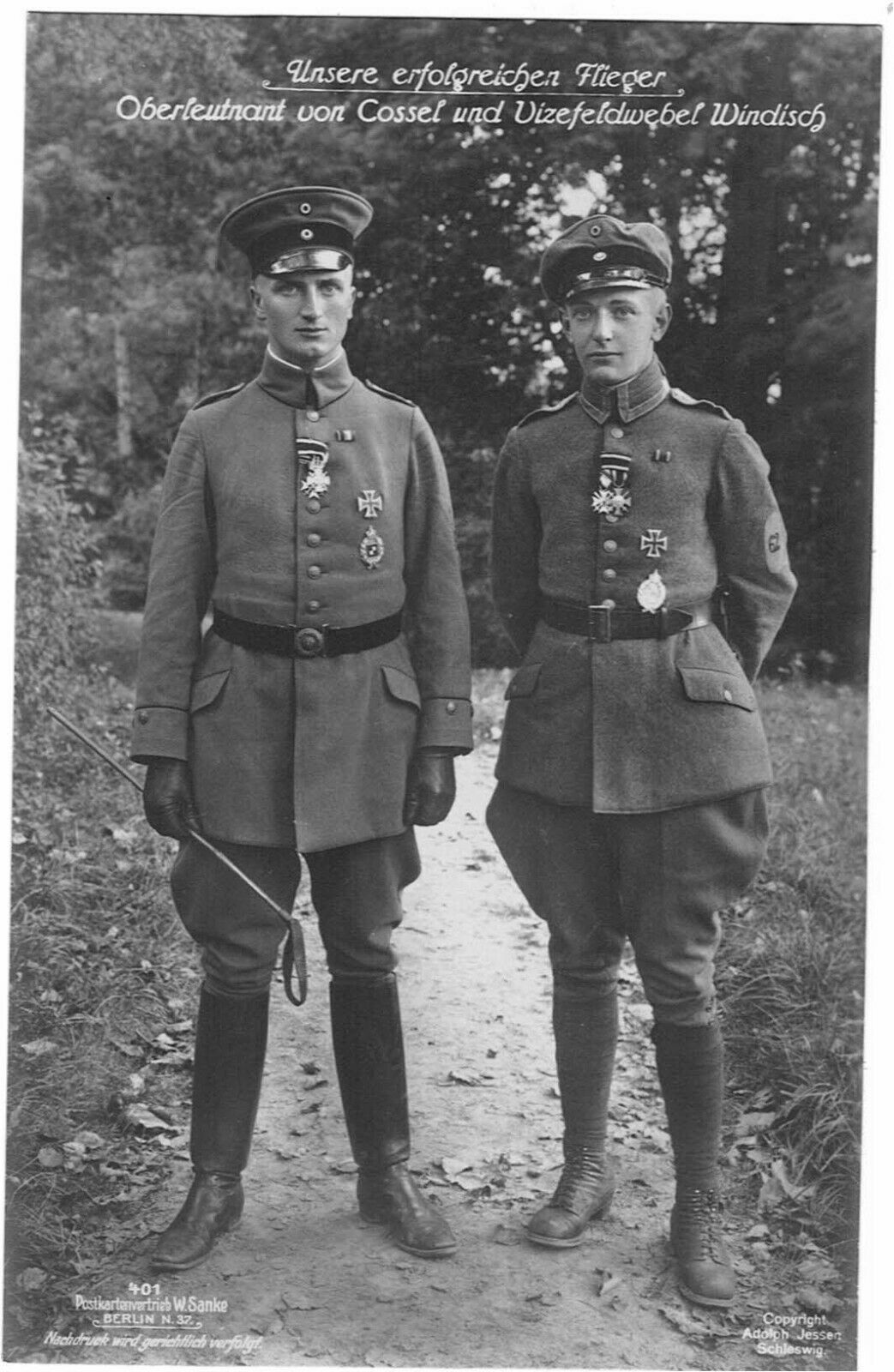
Коссель (ліворуч) і Рудольф Віндіш.

Навчався у Королівському земельному училищі Пфорта. 19 вересня 1911 року поступив на службу в Імперську армію. Служив у артилерійських частинах, після початку Першої світової війни перейшов у авіацію спостерігачем. 11 січня 1915 року був поранений. З 4 серпня 1915 року воював на Східному фронті, служив разом із Густавом Кастнером. 25 серпня 1916 року разом із своїм пілотом Рудольфом Віндішем збив російський аеростат. 
2-3 жовтня 1916 року Коссель разом із Віндішем здійснив першу в історії повітряно-десантну операцію: 2 жовтня Віндіш висадив Косселя в російському тилу, де той підірвав стратегічно важливий залізничний міст на лінії Рівне—Броди. Наступного дня Віндіш забрав Косселя.
З 17 листопада 1916 року — командир 12-ї ескадрильї 2-ї бомбардувальної ескадри. 25 червня 1917 року збив 2 аеростати, а через 3 дні був збитий і потрапив у французький полон. Звільнений 8 лютого 1920 року, через 4 дні поступив на службу в тимчасовий рейхсвер. 9 квітня 1920 року вийшов у відставку.
1 жовтня 1931 року вступив в НСДАП (квиток №637 372). Під час Другої світової війни служив у люфтваффе.

## Сім'я
22 березня 1922 року одружився з Дорою Міліус в Берліні. 20 листопада 1930 року розлучився в Гаммі.
17 червня 1944 року вдруге одружився з дочкою торговця Шарлоттою Кун в Парижі. В шлюбі народились дочка і 3 сини.

## Нагороди
- Нагрудний знак пілота-спостерігача (Пруссія) (23 березня 1915)
- Залізний хрест
  - 2-го класу
  - 1-го класу (27 січня 1916)
- Ганзейський Хрест (Любек) (22 квітня 1916)
- Орден «За заслуги» (Вальдек) 3-го класу з мечами (5 жовтня 1916)
- Королівський орден дому Гогенцоллернів, лицарський хрест з мечами (5—7 жовтня 1916)
- Хрест «За військові заслуги» (Австро-Угорщина) 3-го класу з військовою відзнакою (16 листопада 1916)
- Нагрудний знак польового пілота (Австро-Угорщина) (24 грудня 1916)
- Нагрудний знак «За поранення» в чорному (31 березня 1920)
- Почесний хрест ветерана війни з мечами (1934)